# Janetiella kimurai
Janetiella kimurai är en tvåvingeart som beskrevs av Inouye 1964. Janetiella kimurai ingår i släktet Janetiella och familjen gallmyggor. Inga underarter finns listade i Catalogue of Life.